# Obtusaspis trilobis
Obtusaspis trilobis är en insektsart som beskrevs av Ben-dov 1974. Obtusaspis trilobis ingår i släktet Obtusaspis och familjen pansarsköldlöss. Inga underarter finns listade i Catalogue of Life.